# Civís
Civís es una localidad perteneciente al municipio de Valles del Valira, en la provincia de Lérida, comunidad autónoma de Cataluña, España. 

## Geografía humana

### Demografía
| Gráfica de evolución demográfica de Civís entre 1842 y 1960 |
| |
| Población de derecho según los censos de población del INE Población de hecho según los censos de población del INEEntre el censo de 1857 y el anterior, crece el término del municipio porque incorpora a 255031 (Argolell) y 255195 (Hos) Entre el censo de 1970 y el anterior, este municipio desaparece porque se integra en el municipio 25239 (Valles del Valira) |

En 2019 contaba con 33 habitantes.